# مازة قلعة
مازة قلعة (بالفارسية: مازه قلعه) هي قرية تقع في قسم تششمة لنغان الريفي في إيران. يقدر عدد سكانها بـ 12 نسمة .